# Hemidactylus klauberi
Hemidactylus klauberi là một loài thằn lằn trong họ Gekkonidae. Loài này được Scortecci mô tả khoa học đầu tiên năm 1948.